# Cadarena
Cadarena är ett släkte av fjärilar. Cadarena ingår i familjen Crambidae.
Kladogram enligt Catalogue of Life:
| Cadarena | \| \| Cadarena marginata \| \| \| \| \| \| Cadarena pudoraria \| \| \| \| \| \| Cadarena sinuata \| \| \| \| |
|          | \| \| Cadarena marginata \| \| \| \| \| \| Cadarena pudoraria \| \| \| \| \| \| Cadarena sinuata \| \| \| \| |
|          | Cadarena marginata                                                                                           |
|          | |
|          | Cadarena pudoraria                                                                                           |
|          | |
|          | Cadarena sinuata                                                                                             |
|          | |

## Bildgalleri

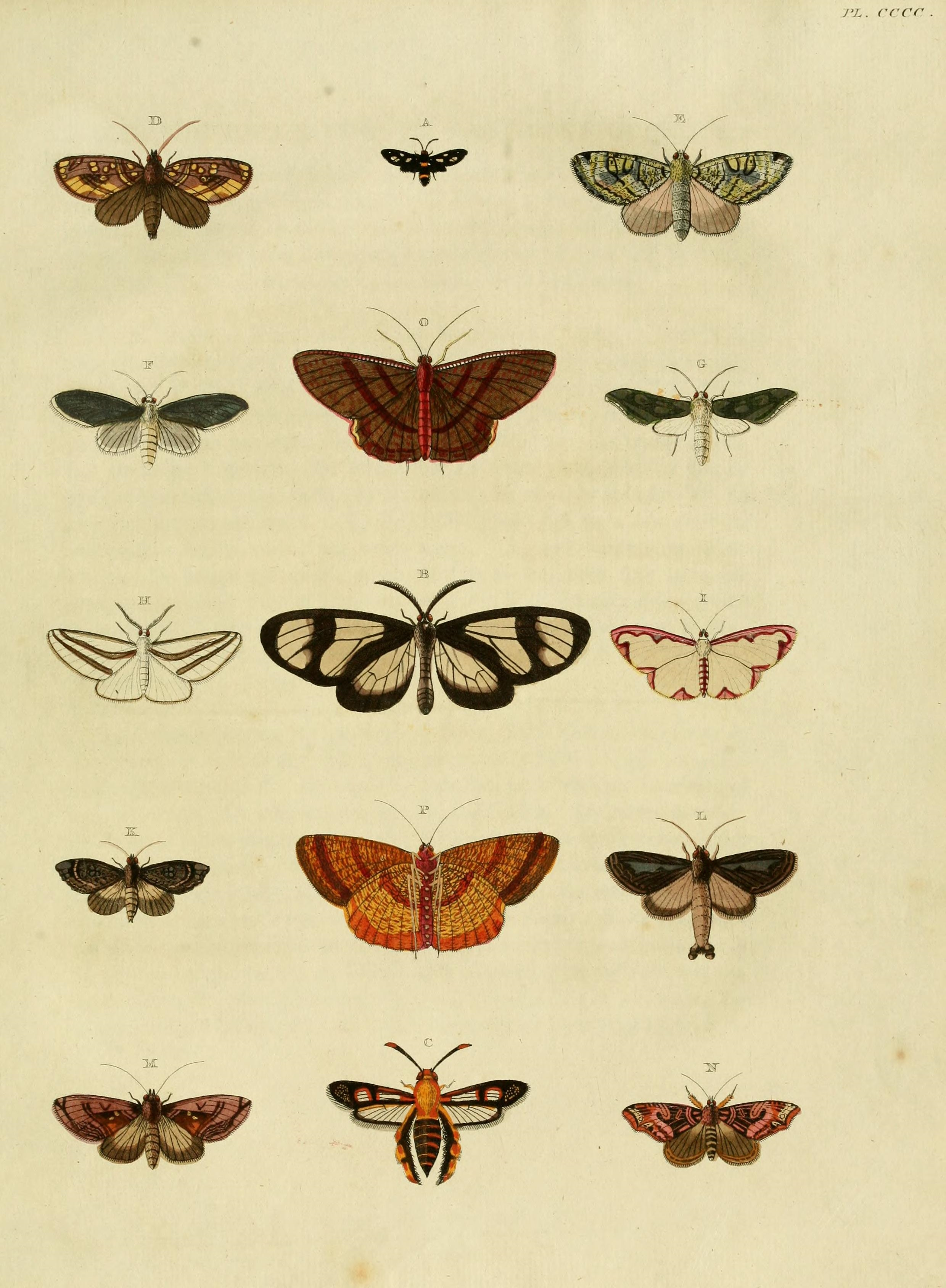